# マイケル・リーバス
マイケル・リーバス (マイケル・リーヴァス、Michael Rivas、1985年2月2日 - 、男性) は、日本で活動している歌手、ナレーター、タレント、声優、ラジオパーソナリティ、YouTuberである。
日本生まれでハワイ育ち。ボストン・バークリー音楽大学卒業。

## 人物
- 父親はアメリカ人、母親は日本人の混血。兄弟には、英語翻訳家・イラストレーター・絵本作家として活動しているリオ・リーバスがいる。
- 12歳の頃から中学校でトランペットを習い始める。
- 音楽が大好きでドラム、エレキギター、クラシックギターなど様々な楽器の演奏が出来る。
- 2007年10月頃に来日。公式サイトによると「新たな音楽感性を求めて」とのこと。
- 現在はタレント業をこなしつつ音楽活動も行っており、2009年頃から声優業にも進出した。飯田里樹音響監督作品や、岸誠二監督作品に出演している。

## 出演

### テレビ番組
- リトル・チャロ カラダにしみこむ英会話（2008年3月31日 - 2010年3月22日、NHK）司会
- 5時に夢中!（2008年12月23日 - 2009年6月30日、TOKYO MX）黒船特派員・火曜日担当
- リトル・チャロ2　英語に恋する物語（2010年3月29日 - 2012年3月29日、NHK）ナビゲーター
- リトル・チャロ4 英語で歩くニューヨーク （NHK Eテレ、2013年4月3日 - ）VTR出演
- いっぷく!（TBS、2014年3月31日 - ）中継リポーター
- ランジェリー・フットボール中継（WOWOW）実況
- 日テレプラス プロ野球中継 楽天イーグルス HEAT! LIVE（日テレプラス）ベンチサイドリポーター

### テレビアニメ
- 天体戦士サンレッド（2009年、ジャルゴ 他）
- 爆丸バトルブローラーズ ニューヴェストロイア（2010年 - 2011年、アバンナレーション、ガントレット音声）
- ケツ犬（2010年）
- Angel Beats!（2010年、TK）
- アマガミSS（2010年、謎の男役、変身ベルトの合成音声）
- 爆丸バトルブローラーズ（2011年、バクメーター音声、バトルビークル音声）
- まよチキ!（2011年、ゲームレフェリー）
- 妖狐×僕SS 特別編（2013年、ナレーション）
- 蒼き鋼のアルペジオ-アルス・ノヴァ-（2013年、アメリカの通信）
- DRAMAtical Murder（2014年、システム音声）
- 暗殺教室（2015年、ソニックニンジャ）
- Charlotte（2015年、読心術のリーダー）
- ハルチカ 〜ハルタとチカは青春する〜（2016年、マレンの父）
- かぎなど Season2（2022年、TK[2]）

### 劇場アニメ
- 名探偵コナン 異次元の狙撃手（2014年） カルロス・リー 役[3]

### ゲーム
- Angel Beats! -1st beat-（2015年） TK 役[4]

### ラジオ
- Rivas World（2010年7月 - 2012年3月、InterFM）パーソナリティ
- Saturday Driving Breeze（2012年4月 - 2012年9月、InterFM）パーソナリティ
- Route 761（2012年10月 - 2013年3月、InterFM）パーソナリティ

### インターネット
- AneCan TV × リトル・チャロ カラダにしみこむ英会話（2008-2009年）
- 英検 英検 Chat Room[5] 2012年7月2日より毎月２，１２、２２日更新

### プロモーションビデオ
- GReeeeN『扉』（2008年）

### オリジナルビデオ
- Baby Princess 3Dぱらだいす0（2011年）艦長 役

## 作品

### 配信限定
- SCREAM TO THE WORLD（作詞：Michael Rivas・Takato Akahane／作曲：Ricky Hazama・Michael Rivas／編曲：Ricky Hazama）
- No more crying by myself（作詞：Michael Rivas／作曲：Ricky Hazama／編曲：Ricky Hazama）
- ORIGINAL LOVE SONG（作詞：Michael Rivas／作曲：Ricky Hazama／編曲：Ricky Hazama）
- Ame（作詞・作曲：Leo Rivas ／編曲：Michael Rivas）

## 書籍
- 週刊 コメディードラマでENGLISH（2011年、デアゴスティーニ・ジャパン） - ナビゲーター